# Nowa Częstochowa
Nowa Częstochowa − miasto w latach 1717–1793 i 1801–1826, u podnóża Jasnej Góry, w 1826 roku miasto połączono ze Starą Częstochową tworząc współczesną Częstochowę. Dawne tereny miasta stanowią obecnie część dzielnicy Częstochówka-Parkitka.
Nazwa ta dotyczy również osiedla powstającego w odległości ok. 1 km od historycznego centrum Nowej Częstochowy.

## Historia
Miejscowość wzmiankowana jako wieś o nazwie Częstochowa od 1220, w 1356 lokowana na prawie niemieckim, od XV wieku pod nazwą Częstochówka. W 1382 roku książę Władysław Opolczyk ufundował tu klasztor paulinów w dawnym kościele parafialnym. W klasztorze tym od 1384 roku znajdował się, uważany za cudowny, Obraz Matki Boskiej Częstochowskiej. Wstawiennictwu Matki Boskiej Częstochowskiej przypisywane było wiele cudów oraz historycznych zwycięstw i sukcesów polskiej polityki i wojskowości. Stało się to główną przyczyną rozwoju ruchu pielgrzymkowego do klasztoru jasnogórskiego.
Przez cały okres swojego istnienia miasto posiadało zabudowę drewnianą, związaną z obronnym charakterem klasztoru, jednej z najpotężniejszych twierdz na zachodnim pograniczu Polski. Miejscowość kilkakrotnie palona, m.in. w czasie potopu szwedzkiego i konfederacji barskiej.
W 1717 roku miejscowość otrzymała prawa miejskie od króla Polski Augusta II Mocnego. Po uzyskaniu praw miejskich, na rynku rozpoczęła się budowa, drewnianego ratusza, który spłonął w czasie konfederacji barskiej.
W 1793 roku, miasto znalazło się w rękach pruskich. Nowe władze, nie uznały praw miejskich Nowej Częstochowy, by móc skonfiskować je klasztorowi, bez odszkodowania. W 1801 roku, Prusy nadały Nowej Częstochowie, własne prawa miejskie, tym razem tworząc miasto rządowe. W 1826 roku, miasto połączono ze Starą Częstochową, miastem położonym kilka kilometrów dalej, na wschód, nad rzeką Wartą, w jedno miasto, o nazwie Częstochowa.